# Kanton Beauvais-1
Kanton Beauvais-1 (fr. Canton de Beauvais-1) je francouzský kanton v departementu Oise v regionu Hauts-de-France. Tvoří ho 7 obcí a část města Beauvais. Zřízen byl v roce 2015.

## Obce kantonu
- Beauvais (část)
- Fouquenies
- Herchies
- Milly-sur-Thérain
- Le Mont-Saint-Adrien
- Pierrefitte-en-Beauvaisis
- Saint-Germain-la-Poterie
- Savignies